# Darius Kampa
Darius Kampa (polnisch: Dariusz Kampa; * 16. Januar 1977 in Kędzierzyn-Koźle, Polen) ist ein ehemaliger deutscher Fußballspieler und derzeitiger -trainer. Seit 2013 ist er als Torwarttrainer beim FC Falke Markt Schwaben in der Fußball-Landesliga Bayern tätig. Er besitzt neben der deutschen auch die polnische Staatsbürgerschaft.

## Karriere
Der Torwart begann bei OSIR Ratibor mit dem Fußballspielen und setzte 1987 nach dem Umzug seiner Familie nach Deutschland seinen Werdegang beim FC Augsburg fort. Hier reifte er zum U-21-Nationalspieler und wurde beim Regionalligisten in der Saison 1997/98 zum Stammtorwart. Zur Saison 1998/99 wechselte er zum 1. FC Nürnberg. Hier war er zunächst zweiter Torwart hinter Andreas Hilfiker und ersetzte diesen am 27. September 1998, dem 6. Bundesligaspieltag, gegen Eintracht Frankfurt. Im Winter jedoch kam Andreas Köpke zurück nach Nürnberg und Kampa rutschte ins dritte Glied zurück.
Nach dem Abstieg zum Saisonende in die 2. Fußball-Bundesliga rückte Kampa in den folgenden beiden Zweitligajahren wieder auf den Reserveposten vor und ersetzte den ehemaligen Nationalkeeper Köpke nach Verletzungen und Sperren in den folgenden zwei Jahren 15-mal. Nach dem Aufstieg im Jahr 2001 trat Köpke zurück und der Weg für Kampa als Stammtorwart war frei. Dabei genoss er das Vertrauen von Trainer Klaus Augenthaler und galt in der Hinrunde als sicherer Rückhalt besonders beim Verhindern von Großchancen. Nach Leistungsschwankungen in der Rückrunde erhielt er eine Pause von einem Spiel von Trainer Augenthaler, kehrte dann aber wieder ins Tor zurück. Auch in der Saison 2002/03 war Kampa Stammkeeper; am Saisonende stieg der Club ab.
Den Platz zwischen den Pfosten verlor er zu Beginn der Zweitligasaison 2003/04, da man in Nürnberg auf einen gewinnbringenden Verkauf spekulierte und Trainer Wolfgang Wolf mit Raphael Schäfer einen geeigneten Nachfolger aufbauen wollte. Er wurde nur noch als Ersatztorwart eingesetzt. Nach 67 Erst- und 17 Zweitligaspielen für den 1. FC Nürnberg wechselte Kampa 2004 zu Borussia Mönchengladbach. Dort war er zunächst Stammtorwart und bestritt die ersten 16 Spiele. Nach der Winterpause wurde er durch den Torwart der US-Nationalmannschaft Kasey Keller ersetzt und war auch in der Spielzeit 2005/06 nur zweiter Mann hinter dem Amerikaner.
Zur Saison 2006/07 wechselte Kampa zum ungarischen Erstligisten Zalaegerszegi TE FC und spielte dort als Stammtorwart. Der Vertrag mit ZTE wurde zum 31. Dezember 2006 aufgelöst, um Kampa den Wechsel zum österreichischen Erstligisten SK Sturm Graz zu ermöglichen.
Mit Beginn der Saison 2007/08 wechselte er zur SpVgg Unterhaching, bei der er einen Zweijahresvertrag unterschrieb. Dort war Kampa von Beginn an Stammtorhüter und qualifizierte sich mit seiner Mannschaft für die neu geschaffene 3. Liga. Für die SpVgg bestritt er 109 Spiele in der 3. Liga; als zweiter Spieler nach Carsten Nulle (FC Carl Zeiss Jena) absolvierte er sein 100. Spiel in der jungen Spielklasse. Nach der Saison 2010/11 zog sich der Hauptsponsor Generali zurück und Kampa nahm das Vertragsangebot für die neue Spielzeit nicht an. Da er keinen neuen Verein finden konnte und seinen Wohnort München nicht verlassen wollte, hielt er sich in der Folgezeit bei der zweiten Mannschaft des TSV 1860 München fit und absolvierte Benefizspiele mit der Traditionsmannschaft des 1. FC Nürnberg.
Kampa besitzt die Fußballlehrer-A-Lizenz und führte zeitweise das Torhüterinnen-Training bei der deutschen Fußballnationalmannschaft der Frauen durch. Nachdem er über ein Jahr vereinslos geblieben war, beendete er 2012 seine Karriere. Anschließend hielt er Referate auf Trainertagungen des Bayerischen Fußball-Verbandes und war als Fußballexperte in TV-Sendungen zu Gast.
Seit dem 30. Juli 2013 leitet Kampa ehrenamtlich einmal pro Woche das Torhütertraining beim FC Falke Markt Schwaben in der Fußball-Landesliga Bayern.

## Sonstiges
Darius Kampa ist verheiratet und Vater zweier Kinder. Er unterstützt ehrenamtlich die Aktion Optimisten für Deutschland im Marketingbereich.
Im April 2020 gründete er die Aktion VictoryOverCorona.org, um den Menschen während der Coronakrise Mut zu machen und Zuversicht zu geben. Die Kampagne stellt die positiven Meldungen dieser Zeit in den Fokus, die ansonsten in den täglichen Nachrichten untergehen oder nicht gezeigt werden.
Sein Vater Franz Kampa ist Fußballtrainer und war 2012 als Torwarttrainer in der Jugend des FC Augsburg tätig.